# 折色法
折色法始於明朝中葉，鹽商可直接用白銀換鹽引，與開中法並行雙軌制，正鹽開中輸邊，餘鹽納銀解部。
明初實行開中法，以方便邊境開發，效果良好。明朝中葉以後由於弊端太多，弘治五年户部尚书葉淇改行折色法，商人向盐运司交纳一定的银两，便可直接以盐引事食盐贸易。自實行折色法之後，徽商大肆进入两淮业盐，“山陕富民多为中盐徙居淮浙，边塞空虚”，隆庆年间，“歙人聚都下者，已以千万计”。